# Ivor Herbert
Ivor John Caradoc Herbert, né le 15 juillet 1851 et décédé le 18 octobre 1933, connu sous le nom de Ivor Herbert, est un homme politique et un officier militaire britannique. Il est un officier des Grenadier Guards et il atteint le grade de major-général. Il est le troisième officier général commandant la Milice canadienne de 1890 à 1895. Il est fait baronnet en 1907 et élevé au rang de baron en 1917 comme 1er baron Treowen.

## Récompenses
- Compagnon de l'ordre du Bain
- Compagnon de l'ordre de Saint-Michel et Saint-Georges
- Commandeur de l'ordre de la Couronne d'Italie

## Annexe